# Thrips brevipilosus
Thrips brevipilosus är en insektsart som beskrevs av Dudley Moulton 1927. Thrips brevipilosus ingår i släktet Thrips och familjen smaltripsar. Inga underarter finns listade i Catalogue of Life.